# Almirante Padilla repülőtér
Az Almirante Padilla repülőtér (IATA: RCH, ICAO: SKRH) egy nemzetközi repülőtér Kolumbiában Riohacha közelében. Éves utasforgalma 447 352 fő (2022). Üzemeltetője a Colombian Civil Aviation Authority.

## Légitársaságok és úticélok
| Légitársaság | Célállomások |
| ------------ | ------------ |
| Avianca      | Bogotá       |

## Forgalom
Az utasforgalom az elmúlt években az alábbi módon változott:
| Utasok száma | 90 989 | 89 211 | 56 433 | 55 876 | 91 141 | 133 582 | 134 940 | 172 083 | 80 392 | 447 352 |
|              | 2004   | 2006   | 2008   | 2010   | 2012   | 2014    | 2016    | 2018    | 2020   | 2022    |

## Kifutópályák
A repülőtér futópályái:
- 10/28 (1900 m, aszfalt)